# Műugrás az 1936. évi nyári olimpiai játékokon
Az 1936. évi nyári olimpiai játékokon a műugrásban négy bajnokot avattak.

## Éremtáblázat
(A táblázatokban a rendező ország csapata eltérő háttérszínnel, az egyes számoszlopok legmagasabb értéke, vagy értékei vastagítással kiemelve.)
| Az 1936. évi nyári olimpiai játékok éremtáblázata műugrásban | Az 1936. évi nyári olimpiai játékok éremtáblázata műugrásban | Az 1936. évi nyári olimpiai játékok éremtáblázata műugrásban | Az 1936. évi nyári olimpiai játékok éremtáblázata műugrásban | Az 1936. évi nyári olimpiai játékok éremtáblázata műugrásban | Olimpia  |
| ------------------------------------------------------------ | ------------------------------------------------------------ | ------------------------------------------------------------ | ------------------------------------------------------------ | ------------------------------------------------------------ | -------- |
|                                                              | Ország                                                       | Arany                                                        | Ezüst                                                        | Bronz                                                        | Összesen |
| 1.                                                           | Egyesült Államok (USA)                                       | 4                                                            | 4                                                            | 2                                                            | 10       |
|                                                              |                                                              |                                                              |                                                              |                                                              |          |
| 2.                                                           | Németország (GER)                                            | 0                                                            | 0                                                            | 2                                                            | 2        |
|                                                              |                                                              |                                                              |                                                              |                                                              |          |
| Összesen                                                     | Összesen                                                     | 4                                                            | 4                                                            | 4                                                            | 12       |

## Érmesek

### Férfi számok
| Az 1936. évi nyári olimpiai játékok érmesei férfi műugrásban |                                          |                                         |                                    |
| Versenyszám                                                  | Arany                                    | Ezüst                                   | Bronz                              |
| Műugrás                                                      | Richard Degener · Egyesült Államok (USA) | Marshall Wayne · Egyesült Államok (USA) | Al Greene · Egyesült Államok (USA) |
| Toronyugrás                                                  | Marshall Wayne · Egyesült Államok (USA)  | Elbert Rooth · Egyesült Államok (USA)   | Hermann Stork · Németország (GER)  |

### Női számok
| Az 1936. évi nyári olimpiai játékok érmesei női műugrásban |                                               |                                          |                                              |
| Versenyszám                                                | Arany                                         | Ezüst                                    | Bronz                                        |
| Műugrás                                                    | Marjorie Gestring · Egyesült Államok (USA)    | Katherine Rawls · Egyesült Államok (USA) | Dorothy Hill-Poyton · Egyesült Államok (USA) |
| Toronyugrás                                                | Dorothy Hill-Poynton · Egyesült Államok (USA) | Velma Dunn · Egyesült Államok (USA)      | Käthe Köhler · Németország (GER)             |